# Ха-Боним
Ха-Боним (ивр. הבונים‎) — кооперативный мошав на прибрежной равнине Израиля между поселением Эйн-Аяла (на юге) и поселением Зерупа (на севере) и входит в состав регионального совета Хоф-ха-Кармель.
В районе мошава находится средневековая цитадель «крепость Кафарлет». Природный заповедник тянется вдоль пляжа Дор-Ха-Боним, подчеркнутый каменными плато и туннелями, созданными морской водой в скалах и растительностью.

## История
Мошав был основан в 1949 году молодёжным движением «Ха-Боним Дрор», в честь которого и назван поселок.
В районе мошава находятся остатки форта крестоносцев, форт Кафарлет, построенный на более старых развалинах.
Сам мошав был построен на остатках древнего поселения под названием «Кфар Лам» в османский период. Его первыми жителями были выходцы из Великобритании и Южной Африки. Группа выходцев из Южной Африки иммигрировала во главе с Соли Осиным. В 1960 году многие жители, входившие в число учредителей, покинули поселок из-за разногласий внутри поселения.
Мошав неожиданно получил известность 11 июня 1985 года, когда произошла «катастрофа в Ха-Боним». В ходе инцидента поезд врезался в автобус со школьниками, когда тот пытался пересечь участок прибрежной железной дороги рядом с мошавом Ха-Боним. После катастрофы рядом с местом происшествия был сооружен памятник погибшим школьникам.
В 1997 году члены мошава решили провести процесс приватизации .
В начале XXI века началось строительство расширения мошава дальше в южном направлении, строительство «расширения» ещё не завершено. В мошав добавилось много новых жителей, как в «расширение», так и в старое поселение, произошли изменения в восприятии жизни членов объединения и демографической структуре мошава.

## Население
По данным Центрального статистического бюро Израиля, население на начало 2020 года составляло 369 человек.

### Экономика
В начале своего пути жители мошава подрабатывали случайными заработками, собирая ракушки, работали в других поселениях в птичниках и в сельском хозяйстве. Со временем они перешли на основу земледелия: полевые культуры, цитрусовые рощи, выращивание бананов и субтропических фруктов (авокадо, личи и хурма), а также молочная ферма и откормочный сарай.
Там же работает завод по производству гравия «Агрикель».